# Marnans
Marnans ist eine französische Gemeinde mit 132 Einwohnern (Stand: 1. Januar 2022) im Département Isère in der Region Auvergne-Rhône-Alpes; sie gehört zum Arrondissement Vienne und zum Kanton Bièvre. 

## Geografie
Die Gemeinde Marnans liegt etwa 27 Kilometer südöstlich von Vienne. Umgeben wird Marnans von den Nachbargemeinden Châtenay im Nordwesten und Norden, Saint-Siméon-de-Bressieux im Norden, Saint-Pierre-de-Bressieux im Osten, Roybon im Süden sowie Viriville im Westen und Nordwesten.

## Bevölkerungsentwicklung
| Jahr                       | 1962 | 1968 | 1975 | 1982 | 1990 | 1999 | 2011 | 2021 |
| -------------------------- | ---- | ---- | ---- | ---- | ---- | ---- | ---- | ---- |
| Einwohner                  | 132  | 111  | 116  | 145  | 128  | 117  | 153  | 135  |
| Quellen: Cassini und INSEE |      |      |      |      |      |      |      |      |

## Sehenswürdigkeiten
- Kirche Saint-Pierre aus dem 11./12. Jahrhundert, Monument historique seit 1846

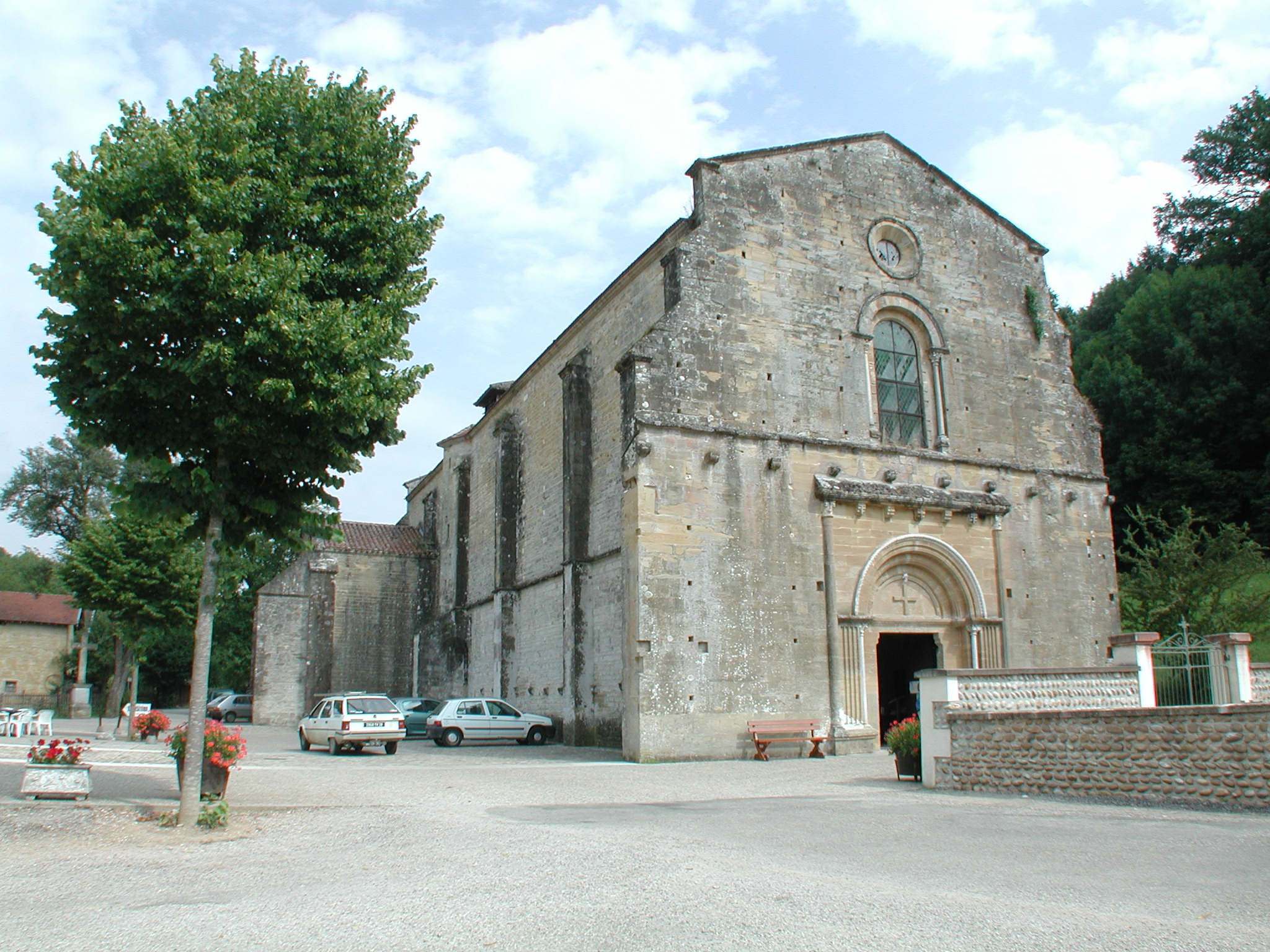
Kirche Saint-Pierre

- Wasserturm